# Рассвет (Добрушский район)
Рассвет (бел. Рассвет) — посёлок в Рассветовском сельсовете Добрушского района Гомельской области Республики Беларусь. Административный центр Рассветовского сельсовета.
В 1 км на юг от районного центра Добруш и железнодорожной станции в этом городе на линии Гомель — Унеча, в 31 км от Гомеля.

## География
Расположен водоём. Протекает река Хоропуть (приток реки Ипуть).

## Транспортная система
Транспортная связь по просёлочной, затем по автодороге Тереховка — Гомель. В посёлке 175 жилых домов (2004 год). Планировка состоит из прямолинейной улицы. Застройка преимущественно деревянными домами.

## История
Основан в 1960-е годы в пригороде Добруша. С 25 февраля 1977 года центр Рассветовского сельсовета Добрушского района Гомельской области. 
В посёлке расположены административное здание сельисполкома, Дом культуры, библиотека, детские ясли-сад, отделение связи.
Центр совхоза «Добрушский».

## Население

### Численность
- 2004 год — 175 двора, 482 жителя

### Динамика
- 2004 год — 175 двора, 482 жителя

## Культура
- Дом культуры

## Достопримечательность
- Бывшая усадьба «Хоропуть» (XIX в. — нач. XX в.)

### Памятник, скульптура
- Памятник землякам, погибшим в Великой Отечественной войне